# Juan Felipe de Sajonia-Altemburgo
Juan Felipe de Sajonia-Altemburgo (Torgau, 25 de enero de 1597-Altemburgo, 1 de abril de 1639) fue un noble alemán, duque de Sajonia-Altemburgo, perteneciente a la rama ernestina de la Casa de Wettin.

## Vida
Juan Felipe fue el primer hijo del duque Federico Guillermo I de Sajonia-Weimar y su segunda esposa, la condesa palatina Ana María de Wittelsbach, hija primogénita del duque Felipe Luis del Palatinado-Neoburgo y de Ana de Cléveris. Esta última, hija del duque Guillermo V el Rico y de la archiduquesa austriaca María de Habsburgo. 
Sin hijos varones, Juan Felipe fue sucedido por su hermano menor Federico Guillermo.

## Matrimonio y descendencia
Juan Felipe estaba casado con Isabel de Brunswick-Wolfenbüttel. El matrimonio tuvo una hija:
- Isabel Sofía (1619-1680), casada en 1636 con el duque Ernesto I de Sajonia-Gotha-Altemburgo. Junto a su esposo fue la fundadora de la rama colateral de los duques de Sajonia-Gotha-Altemburgo.

## Datos
En 1613, Juan Felipe fue rector de la Universidad de Leipzig. 
Fue miembro de la Sociedad Fructífera con el nombre de "el más delicioso".